# Krašići (Bośnia i Hercegowina)
Krašići (cyr. Крашићи) – wieś w Bośni i Hercegowinie, w Republice Serbskiej, w gminie Novo Goražde. W 2013 roku liczyła 36 mieszkańców.